# ヒュペリーオーン
ヒュペリーオーン（古希: Ὑπερίων、古代ギリシア語ラテン翻字: Huperíōn）は、ギリシア神話に登場する神である。その名は「高みを行く者」の意味。ティーターン神の1人で、太陽神・光明神と考えられる。
英語読みではハイペリオン。日本語では長母音を省略してヒュペリオンと表記される。
土星の第7衛星ヒペリオンのエポニムである。

## 概説
ヘーシオドスの『神統記』によるとヒュペリーオーンはウーラノスとガイアの息子で、オーケアノス、コイオス、クレイオス、イーアペトス、クロノス、テイアー、レアー、テミス、ムネーモシュネー、ポイベー、テーテュースと兄弟。またテイアーの夫で、ヘーリオス、セレーネー、エーオースの父でもある。一説にヒュペリーオーンの妻はアイトラーとも、バシレイアともいわれる。
シケリアのディオドーロスによると、ヒュペリーオーンは初めて天体の運行と季節の変化の関係を人々に教えたとされる。
なおホメーロスの『オデュッセイア』では、ヒュペリーオーンという名は太陽神ヘーリオスの呼称としても用いられ、このためヒュペリーオーンとは元来ヘーリオスの別名にすぎなかったのではないかとも考えられている。